# TV Landau
Der TV Landau (Turnverein Landau 1862 e.V.) ist ein niederbayerischer Mehrspartensportverein aus Landau an der Isar im Landkreis Dingolfing-Landau, dessen Männermannschaft der Volleyballabteilung in der Vergangenheit mehrere Jahre zur 2. Volleyball-Bundesliga gehörte.

## Geschichte
Der 1862 gegründete Verein bietet außer Volleyball u. a. die Sportarten Faustball, Handball, Kajak, Leichtathletik, Schwimmen, Taekwondo, Turnen und Gymnastik an.

## Volleyball
Die größten Erfolge feierte die Volleyballabteilung des TVL mit dem Aufstieg der Männer in die 2. Volleyball-Bundesliga und der zweimaligen Vizemeisterschaft in der Südgruppe. Die Zweitligavizemeisterschaft 1992 war mit dem Aufstiegsrecht zur 1. Bundesliga verbunden, welches aber nicht beansprucht wurde.
- Aufstieg in die 2. Bundesliga 1987
- Zweitligavizemeister Süd 1991, 1992
- Meister Regionalliga Süd (3. Liga) 1987
- Aufstieg in die Regionalliga Süd 1984
- Bayerischer Vizemeister 1984

## Handball
Die 1980 gegründete Handballabteilung des TV Landau bildete mit dem TV Dingolfing eine SG Dingolfing-Landau, die sich zur Saison 2020/21 coronabedingt vom BHV-Spielbetrieb zurückzog. In der Vergangenheit spielten das Damenteam in der Bezirksoberliga (Altbayern) und die Männer in der Bezirksliga. Zur Saison 2022/23 nehmen die Handballer mit einem Damenteam und zwei Nachwuchsmannschaften am Spielbetrieb des Bayerischen Handball-Verbandes (BHV) teil.
- Aufstieg in die Bezirksoberliga Altbayern (Frauen) 2008, 2012
- Aufstieg in die Bezirksliga Altbayern (Männer) 2012